# Белое (озеро, Херсонская область)
Белое — пойменное озеро в западной части Херсонской области. Расположено на территории Корабельного района города Херсон и Херсонского района Херсонской области.
Озеро относится к объектам дельты реки Днепр и включено в территорию национального природного парка «Нижнеднепровский» с целью сохранения, воспроизводства и эффективного использования природных комплексов.

## История
Картографические источники фиксируют существование топонима «Белое озеро» в низовьях Днепра с давних времён. Европейским картографам XVII—XVIII века водоём был известен под латинским названием «Albus lacus».
На берегах Белого озера найдены находки поселений как на высоких, крутых берегах северо-восточной части озера, так и вдоль низменных, заболоченных берегов южной части озера.

## Характеристика
Озеро лиманного происхождения расположено в бассейне нижнего течения Днепра и в пределах населённых пунктов: пгт Белозерка, посёлка Приозерное и Благовещенское. Приблизительные размеры — 4×2 км, площадь до 5 км², по другим данным 4,92 км², глубина до 2 м. Озеро овальной формы, вытянуто с севера на юг. Крутые берега озера высотой до 5 м, южные и юго-восточные берега — низменные и заболоченные. Дно озера песчаное, в центральной части покрытое слоем ила. Белое озеро имеет особую природоохранную, оздоровительную, историко-культурную, научную, образовательную и эстетическую ценность. Озеро — место нереста промысловых видов рыб (лещ, судак, карп). Протоками сообщается с озером Безмен.
Недалеко от берега озера расположены Белозерские источники.

## Природа
Берега Белого озера поросли камышом и рогозом; среди водяной растительности — водоросли (синезелёные, спирогора), есть реликтовые — водяной орех и сальвиния плавающая. Водится ондатра. Когда озеро не замерзает, здесь зимуют дикие водоплавающие птицы.